# Церковь Святого Креста (Рига)
Церковь Святого Креста — памятник культовой архитектуры в стиле рижский модерн, расположенный в Риге. Находится на территории микрорайона Тейка, у границы с Чиекуркалнсом, по адресу: улица Ропажу, 120.

## История
Церковь Святого Креста была основана как филиал прихода Бикерниекской церкви Святой Екатерины. Она была построена в 1908—1909 годах по проекту известного лифляндского мастера Вильгельма Людвига Николая Бокслафа, творчество которого известно своей оригинальной экспериментаторской направленностью. В архитектурном деле ему «аккомпанировал» другой остзейский строительный мастер Эдгар Фризендорф, автор здания современного Министерства образования и науки Латвии, которое находится на территории Старого города (улица Вальню, д. 2).
Приёмы модерна, который зодчие применяли при строительстве церкви, эффектно сочетаются с элементами активно зарождавшегося в то время в столице Лифляндской губернии латышского национального романтизма. Объёмная композиция церковного здания отличается определённой сложностью, планировка асимметричная. При отделке фасада церкви применялся естественный камень, а также шероховатая штукатурка. Церковь венчают щипцы фахверковой конструкции. Крыша трёхчастная, высокая, покрыта черепицей. По своей структуре церковь представляет собой сооружение зального типа с расширенным средним и узкими боковыми нефами. Структура церкви также дополнена поперечным нефом, а также пологими крестовыми сводами оригинальной формы. В 1983 году состоялись работы по расширению церковного здания: первоначальный проект Бокслафа и Фризендорфа предусматривал сооружение балконов на западном нефе и за поперечным нефом — задумка архитекторов была осуществлена только в советский период. Балконы были пристроены, правда, в несколько видоизменённой форме. Под первым балконом на западном нефе был оборудован малый зал. Также ремонтные работы коснулись крыши церкви Святого Креста: с неё была убрана старая черепица, и она была временно покрыты жестью.

Элемент фасада Церкви Святого Креста.

Данная церковь — фактически единственная в Риге, отстроенная в формах рационального модерна в сочетании с декоративно-архитектоническими принципами латышского национального романтизма. Во всех остальных случаях можно говорить о примерах эпизодического использования композиционных и орнаментальных особенностей модерна в рижской церковной архитектуре. Речь идёт о планировке вестибюля в Домском соборе (плафонный декор, запечатлевающий традиционный солярный мотив), а также о куполе, венчающий стройную колокольню молельного дома старообрядческой общины Гребенщикова: и купол, и колокольня имеют яркие стилевые черты модерна. Что касается церковных зданий других латвийских городов, то в них применение архитектонических принципов модерна также весьма эпизодично. Тем не менее, стоит отметить юрмальскую лютеранскую церковь Святой Троицы в Дубулты (бывшем Дуббельне или Юденбурге), которую также создавал Вильгельм Бокслаф: при её планировке автором использованы классические черты национального романтизма.

## В искусстве
Церковь Святого Креста фигурировала в многосерийном телефильме «Семнадцать мгновений весны» в качестве церкви, в которой читал проповеди пастор Шлаг (актёр Ростислав Плятт). На одном из кадров отчётливо виднеется западный притвор рижской церкви — через него в церковь проходит пастор Шлаг, и через него же в церковь проникает «спасённый» Шлагом бежавший агент гестапо, засланный для обработки ничего не подозревавшего пастора. Она же служит фоном для прохождения длинной колонны пленных, в которой также находился уже упомянутый провокатор Клаус, сыгранный Львом Дуровым. Интерьеры «шлаговской» церкви также соответствуют интерьерам рижской церкви Святого Креста.